# 엄마와 아빠
언어학에서 엄마와 아빠(Mama and papa)는 전 세계의 많은 언어에서 소리 /ma/나 /mama/, 또는 그와 비슷한 단어가 엄마나 아빠에 해당하는 단어와 일치하는 현상을 말한다.
이는 /m/, /p/ 등의 양순음과 /a/ 등의 개모음이 가장 발음하기 쉽기 때문이며, 이러한 단어가 여러 언어에서 발견되더라도 해당 언어들의 동족 관계에 대한 근거가 될 수 없다.

## 예시
- 한국어 엄마
- 영어 mama(마마) / mom(맘)
- 독일어 Mama(마마)
- 중국어 媽媽/妈妈(마마)
- 러시아어мама
- 조지아어 დედა(deda) (예외)

## 같이 보기
- 의성어